# Wilhelm Guttmann
Wilhelm Guttmann (ur. 25 listopada 1834 w Oleśnicy, zm. 1909 w Berlinie) – niemiecki doktor filozofii, dyrektor Królewskiego Gimnazjum w Śremie w latach 1873–1878, oraz w Królewskim Gimnazjum w Bydgoszczy w latach 1878–1902.

## Życiorys
Przyszedł na świat 25 listopada 1834 w Oels (Oleśnicy) w rodzinie nauczyciela. Ukończył szkołę powszechną w Oleśnicy, a następnie rozpoczął naukę na wydziale filozofii we Wrocławiu, gdzie uzyskał doktorat w 1863 roku. We Wrocławiu rozpoczął prace nauczyciela, skąd został wysłany w 1872 roku do Śremu. Tam został mianowany rok później na dyrektora. Zapoczątkował on okres antypolskich ustaw i jest niewątpliwym inicjatorem germanizacji szkoły. W czasie jego dyrekcji próbowano ograniczyć liczbę polskich uczniów (zazwyczaj mniej zamożnych od swoich niemieckich rówieśników) przez podniesienie czesnego. W marcu 1878 został on oddelegowany do Bydgoszczy aby pokierować nowo powstałym gimnazjum. 1 sierpnia 1878 miała miejsce uroczysta gala otwarcia szkoły. Podczas uroczystości z inicjatywy Guttmanna powieszono w auli budynku portret cesarza Wilhelma Hohenzollerna, oraz wielu wybitnych Niemców. W Bydgoszczy jego stosunek do polskich uczniów był taki sam a nawet gorszy. W 1902 otrzymał z okazji ćwierćwiecza jego dyrekcji nominację na Tajnego Radcę Regencyjnego, a jego byli uczniowie założyli fundację jego imienia z wkładem 2,5 tys. marek. Kwota ta zgodnie z wolą Guttmanna miała służyć do zakupu kopii antycznych rzeźb do celów dydaktycznych. Krótko po tej uroczystości sędziwy dyrektor Złożył urząd i przeszedł na emeryturę. W 1902 przeprowadził się do Berlina, gdzie zmarł w 1909. Był żonaty z Marią, nie wiadomo czy posiadał dzieci.